# Marija Zichy
Marija Zichy, tudi Micka Zičijeva ali kar Marija, (rojena kot Marija Ifigenija Anastazija Frančiška pl. Zichy) je bila članica ogrske plemiške družine Zičijevih, ki spada k najbolj vplivnim grofovskim rodbinam v cesarstvu. Bila je močna zlasti v novem veku, kadar je dala več uglednih politikov, umetnikov, umnih gospodarjev in cerkvenih dostojanstvenikov. Rodovina živi še danes razdeljena v več vej, med njimi so tudi potomci Anastazije (Aste), medtem ko Teodora in Marija nista bili poročeni. Njihova sestra Frida je sicer bila poročena, vendar ni podatkov niti o njej niti o njenih morebitnih potomcih. Njihovi starši so bili Avgust pl. Ziči in Hedvika Ziči pl. Wimpfen.

## Življenjepis

### Zičijeva družina
Marija (njeno celotno ime se glasi: madžarsko Mária Ifigénia Anasztázia Franciska Zichy-Ferraris; slovensko: Marija Ifigenija Anastazija Frančiška Ziči-Feraris) se je rodila v Beltincih (v Avstro-Ogrskem cesarstvu) dne 29. junija 1883 kot prvorojenka izmed štirih hčera beltinskima graščakoma Avgustu pl. Zičiju in njegovi zakonski ženi Hedviki pl. Zičijevi r. Wimpffen. Po drugih virih se je rodila v Budimpešti.
Ko je bila Mária Ifigénia Anasztázia Franciska Zichy-Ferraris krščena 14. julija 1883 v Budimpešti, je bil njen oče Ágoston Zichy-Ferraris star 31 let, a njena mati, grofica Hedwig von Wimpffen, 21. Marija je umrla 28. julija 1977 v Rohuncu na Gradiščanskem, v lepi starosti 94 let; njena mati je umrla mlada že 1892, sestra Božidara pa za jetiko 1915. Umrla pa je Marija po enih virih na Dunaju, po drugih pa v Rohuncustrinjajo pa se vsi viri, da je bil dan smrti na 28. julija 1977 in da so nato njeno truplo prepeljali v Beltince.
- Oče grof Avgust pl. Ziči 1872 kot visok uradnik
- Mati Hedvika r. Wimpffen je zgodaj umrla
- Marije se spominjajo starejši domačini

Marija (1883) je bila prvorojenka; sledila ji je Teodora, Fodora oziroma Božidara (1886), in nato Anastazija oziroma Asta (1891). Mati Hedvika je umrla 1892. Viri omenjajo tudi Frido, o kateri pa niso znane podrobnosti niti glede rojstva niti glede potomstva niti glede smrti, niti ni pokopana skupaj z drugimi člani družine v beltinški Cerkvi svetega Ladislava; znano je samo to, da se njen mož Georgi Nikolov Ličev - sicer trgovec bolgarskega rodu, ni mogel ponašati z grofovskim ali kakim drugim plemiškim naslovom; skratka - zanjo ni bilo mogoče doslej izslediti nikakršnihkoli življenjskih podatkov.

### Graščakinja
Marija svoje mladosti ni preživljala le v Budimpešti ali Beltincih, ampak tudi v Kaloškem gradu.
Naselje in graščina Káloz sta v last družine Zičijev prešla že leta 1650; 1655 so Zičijevi pridobili baronski,  1679 pa grofovski naslov. Njihov potomec in lastnik gradu Ödön Zichy je postal žrtev marčnega prevrata 1848. Grad je nasledil grof Ferenc Serafin I. iz Bratislave, nato pa njegov sin Ferenc Serafin II., ki je prvi stalno živel v gradu in tam tudi umrl. Njegov sin in dedič je bil končno Astin oče, grof Avgust.

### Marijino gospodarjenje
Do leta 1942 je bila Marija lastnica Pocsaja v okraju Hajdúju. Leta 1942 je podarila svoje posestvo (2200 hektarjev) svojemu nečaku (enemu od sinov sestre Aste), takrat 21-letnemu Ágostu Széchényiju, ki je vodil vzorčno kmetijo na svojem posestvu v Počaju. 
Zičijeva Micka je živela tudi na Dunaju in sicer od leta 1945 do 60-ih let prejšnjega stoletja; k sebi je povabila tudi svojo sestro-vdovo za Jurijem Széchényijem Asto, kakor tudi njenih pet sinov.

### Med Prvo svetovno vojno
Sestre Zičijeve so skupaj prostovoljno pomagale med Prvo svetovno vojno ranjenim vojakom na Dunaju; medtem ko se je sestra Božidara okužila z jetiko in umrla 1915, sta Asta in Marija vojno preživeli. O njihovem skupnem delu in požrtvovalnosti za ranjence piše med drugim tudi lendavski časopis Alsolendvai Híradó:
Na Belo nedeljo, 11. aprila 1915, je poročal ta dolnjelendavski časopis v madžarščini naslednje: 
| A belatinci gróf Zichy-család gyásza. | Žalovanje beltinske grofovske družine Zičijeve. |
| --- | --- |
| Az alsólendvai járásnak mélységes gyásza van. A járás egyik jótékony, legendás tiszteletben élő főúri hölgye elköltözött az élők sorából. A belatinci dominius gróf Zichy Ágost v. b. t. t., föudvarnagyot érte a mindnyájunkat mélyen megrendítő csapás, hogy egyik leánya — a három közül a középső - hunyt. Zichy Theodora grófnő halála mély megilletődést váltott ki belőlünk, mert ismertük azt a rajongó szeretetet, mellyel az özvegy édesapa csüngött gyermekein s tanúi voltunk az elhunyt komtesz szivbeli jóságának, aki valósággal jótékony angyala volt a környék szegényeinek és a belatinci jótékony intézményeknek. A 29 éves, egyszerű, rokonszenves külsejű grófnő — mint két másik nővére is kora fiatalságától kezdve a jótékonyság szolgálatában állott Belatinc vidékén, és nem volt akit ne segített volna s aki most áldva ne gondolna emlékére. Betegségét is a jótékonyság szolgálata közben kapta. Egy bécsi katonakórházban teljesített nővéreivel együtt önkéntes ápolónői szolgálatot, eközben a múlt év decembereben meghűlt es megbetegedett. Édesapja a wienerwaldi szanatóriumban helyezte el, de hiába volt a gondos ápolás és az orvosi tudomány minden törekvése, a grófnő három és fel hónapi kínos szenvedés után f. hó 3-án befejezte jótékony életét. A haláleset porig lesújtotta a gyermekeiért élő apát, aki felé most igaz, mélységes részvéttel fordul nemcsak Belatinc, de az egesz járás közönsége. Zichy Theodora grófnő holttestét f. hó 6-án hazaszállították Belatincra s a templomban ravatalozták fel. A díszes ravatalt, a koporsót és a ravatal környékét rengeteg koszorú és virág borította. A környék népe két napon át sűrű tömegekben zarándokolt a virágoskertté változott templomba, hogy a ravatalnál egy-egy imával adózzék az elhunyt emlékének. A temetés f. hó 8-án, csütörtökön délután 3 órakor ment végbe óriási részvét mellett, nagy pompával. A gyászszertartást gróf Mikes János szombathelyi megyéspüspök végezte nagy papi segédlettel, inig a gyászkart a helybeli és a környékbeli tanítók szolgáltatták. A koporsó beszentelése után a gyászmenet — mintegy 150 fehér ruhás leánykával az élén — a koporsóval megkerülte a templomot, majd pedig visszament a templomba. A koporsó körül a Belatincon időző 7. ulánus-ezred képezett diszőrséget. A templomba visszatérve, a koporsót megható ceremónia és a résztvevők zokogása közben leeresztették a templom alatt levő családi sírboltba, hol boldog emlékű Zichy Ágosttié is örök álmát alussza. A belatinci gróf Zichy-család mély gyászában igaz szívvel osztozik e járás népe, a mely őszinte kegyelettel gondol mindenkor a nagy halottra. | Dolnjelendavski okraj je prizadejala huda žalost. Izmed živih se je ločila dobrodelna, pregovorno in živo spoštovana plemenita gospa. Beltinskega gospodarja - velespoštovanega dvornega dostojanstvenika - je prizadel udarec, ki je globoko razžalostil tudi vse nas. Umrla je ena od njegovih deklet – srednja med tremi. Smrt grofice Božidare Zičijeve je v nas vzbudila občutek globoke ganjenosti, saj smo poznali strastno ljubezen, s katero je bil ovdoveli oče navezan na svoje otroke. Bili smo priče srčne dobrote pokojne grofične, ki je bila pravzaprav dobrohoten angel revežem celega področja in dobrodelnih ustanov. Ta devetnidvajsetletna plemkinja, preproste in sočutne zunanjosti - kot tudi obe njeni sestri – je že od mladih let velikodušno služila blagru drugih na beltinškem področju, da ga ni človeka v potrebi, ki bi mu ne hotela pomagati in ki bi je danes ne blagoslavljal s hvaležnim spominom. Bolezen si je nakopala prav med dobrodelnim delovanjem. Prostovoljno se je prijavila, da bo kot bolničarka skupaj s svojima sestrama pomagala v neki dunajski vojaški bolnišnici. Tam se je lanskega decembra prehladila in zbolela. Njen očka jo je poslal v Wienerwaldsko zdravilišče, vendar je bila zaman vsa skrbna nega in vse prizadevanje zdravniške vede: grofica je po treh in pol mesecih hudega trpljenja tretjega tega meseca končala svoje dobrodelno življenje. Smrt je brezmejno potrla očeta, ki je ves živel za svoje otroke. Globoko sočutje mu naklanjajo ne le prebivalstvo Beltincev, ampak ljudstvo celotnega okraja. Truplo grofice Božidare Zičijeve so prepeljali domov v Beltince in v cerkvi izpostavili na odru. Okrašene pare, krsto in okolico je prekrila velikanska množina vencev in rož. Okoliški prebivalci so skozi dva dni v gostih množicah romali v cvetlični vrt spremenjeno cerkev, da bi se pri odru oddolžili spominu rajnke s kako molitvijo. Pogreb je potekal v četrtek dne 8. aprila ob 15. uri z velikim žalovanjem in sijajem. Pogreb je vodil somabateljski rezidencialni škof grof Ivan Mikeš ob udeležbi velikega števila duhovnikov, pogreb pa so oskrbeli domači in krajevni učitelji. Po blagoslovu krste je žalna procesija – s približno 150 dekleti v belih oblekah na čelu – obšla cerkev s krsto in se nato vrnila nazaj v cerkev. Okoli krste je tvoril častno stražo v Beltincih nastanjeni 7. polk ulanske tisočnije. Ko so se vrnili v cerkev, so jo med ganljivim obredom in jokanjem udeležencev spustili v družinsko grobnico pod cerkvijo, kjer tudi sanja večne sanje blagega spomina žena Avgusta Zičija. Prebivalstvo tega okrožja je prisrčno sodeležno z globoko žalostjo družine beltinskega grofa Zičija, ter z resničnim sočustvovanjem neprenehoma misli na veliko pokojnico. |

## Smrt in spomin
Marija je umrla 28. julija 1977 v Rohuncu na Gradiščanskem, v lepi starosti 94 let; njena mati je umrla že 1892, sestra Božidara pa 1915. Umrla pa je Marija po enih virih na Dunaju, po drugih pa v Rohuncu.Vsi viri pa se strinjajo, da je njen smrtni dan 28. julij 1977. 

### Nagrobni napis Mariji Ifigeniji pl. Zičijevi
| Maria Iphigenia de comitibus Zichy (latinsko) | Zichy Mária Ifigénia grófnő (madžarsko) | Grofica Marija Ifigenija Zičijeva (slovensko) |
| --- | --- | --- |
| Maria Iphigenia de comitibus Zichy de Zich et Vásonkeő 29. Julii 1883 – 28. Julii 1977 templorum in Tornaci et in Beltinci patrona ultima. R. I. P. (Requiescat in pace!) | Zichy Mária Iphigénia a zichi és vásonkeői grófnő 1883 július 29 – 1977 július 28 bántornyai és belatinci templomok utolsó kegyúrnője N. B. (Nyugodjon békében!) | Grofica Marija Ifigenija pl. Ziči od Ziča in Železnega kamna 29. junija 1883 – 28. julija 1977 zadnja patrona turniške in beltinske cerkve. N. P. M. (Naj počiva v miru!) |

### Živ spomin na dobrosrčno grofico
Starejši ljudje se še danes z naklonjenostjo spominjajo zadnje grajske gospodarice, ki je umrla leta 1977, Marije pl. Zičijeve. Celotna grofovska rodovina Ziči je veljala za delovno, skrbno, dobrodelno in pobožno, ki je skrbela za urejenost kraja do najmanjših podrobnosti, pa tudi za bolne, revne in zapuščene. Po tem se je odlikovala zlasti Marijina sestra Teodora (Fodora ali Božidara), ki se je nalezla jetike od  ranjencev, ki jim je požrtvovalno stregla, a umrla je 1915 stara komaj 29 let.
Zadnja plemiška rodbina, ki je imela v lasti Beltinški grad od leta 1881 do konca druge svetovne vojne, je bila rodbina Zichy. Še danes živijo starejši domačini, ki se zadnje beltinske grofice Marije Zičijeve spominjajo kot dobrosrčne in milostljive ženske; pravijo, da so to njeni najbližji sodelavci radi izkoristili. Sploh je grofica Marija daleč naokoli slovela po svoji dobrodelnosti. Podobno, kot njeni plemeniti predniki, je vseskozi ohranjala prijateljske stike tudi s sorazmerno številno židovsko skupnostjo.
Marija Zichy je obenem tudi zadnja beltinska grofica, ki je pokopana v Beltincih, in sicer v grofovski grobnici pod Marijino kapelo v Cerkvi svetega Ladislava. Tam je pokopana tudi cela njena družina: starša Avgust in Hedvika, ter sestri Asta (Anastazija) in Božidara (Fodora, Teodora), medtem ko za četrto - skrivnostno Frido - ki jo nekateri viri omenjajo - ni podatkov in ni njenega epitafa poleg drugih petih spominskih plošč.

#### Otok ljubezni
O dobrosrčni grofici Mariji ali Micki kroži med ljudstvom več zgodb. Ena od njih je povezana tudi z Otokom ljubezni, na katerem se dandanašnji vrstijo srečanja in zanimive prireditve. Eno od zgodb je zabeležil zaljubljenec v starožitnosti - priljubljeni zdravnik in pisatelj Szepessy (izg. sepeši). Zgodba pripoveduje o ljubezni med bogato grofico in revnim mlinarjevim sinom, ki zaradi starokopitnih ukoreninjenih predsodkov ni imela srečnega konca.
Grofičin oče Avgust je v Ižakovcih ob Muri, dal zgraditi Fazanerijo, na bližnjem Murinem otoku pa kopališče, ki so ga domačini imenovali grofovska koupanca; sestavljala pa ga je lesena senčnica, kuhinja, ležalna lopa ter preoblačilnica. Med vojno in po vojni so ga izropili in poškodovali. Grof je ostal na Dunaju, drugi družinski člani so pomrli, a še vedno lepa grofica Marija se je vrnila in pogostoma jezdila s svojo kobilo Nadino do pristave Nemščak ali v Ižakovce. 
To leto je bilo že zgodaj zaradi toplega vremena možno kopanje. Takrat se je tukaj kopal postaven mladenič Peter Družin, ki je ob prvem prihodu jezdeca sicer pobegnil; drugič pa je korajžno ostal in se začel prijazno meniti s 36-letno grofico, ki se je v sicer revnega, vendar čednega fanta zaljubila na prvi pogled. Sestajala sta se tukaj na skrivaj skoraj celo poletje, vendar je grofičina spletična Čačovičova Mariška iz spremenjenega gospodaričinega vedenja le posumila. Poslala je v vohunjenje gozdarja Köveša in Czimerja, ki sta iz zasede opazila zaljubljenca. Nato je starokopitna spletična od Micke zahtevala, da naj takoj prekine razmerje, ki da se za njen visok položaj ne spodobi; zagrozila je colo, da jo bo sicer zatožila njeni sestri Asti in drugim sorodnikom. Grofica je zaplet naslednjega dne povedala svojemu prijatelju, češ da je njune ljubezni konec. Fant je novico žalostno sprejel ter takoj odšel v neznano; nekateri so pravili potem, da se je utopil v Muri, drugi pa, da je odšel na tuje, kjer je padel kot vojak. Grofica pa se je zaobljubila, da se nikdar ne bo poročila, čemur je ostala zvesta. Zgodba se je odvijala na tako imenovanem Otoku ljubezni, ki so mu starejši domačini pravili Sigeti. 
Grofica je odtlej bila še bolj dobrodelna do ljudi v potrebah, posebno pa razumevajoča do nesrečnih zaljubljencev, ki jih je rada poslušala in jim dajala dobre nasvete; predvsem da naj se ne prenaglijo z nepremišljenimi potezami, pa da znajo malo potrpeti, počakati, odpustiti. Grofica Marija je bila še posebno vesela, če je videla zadovoljne in srečne zaljubljence, ki so končali svojo romantiko v zakonskem pristanu, okronanem s cerkveno poroko v njeni, Beltinški cerkvi svetega Ladislava, katere zadnja patrona je bila ravno ona.

### Slikovna zbirka
- Fotke cele Zičijeve družine
- Avgust pl. Ziči
- Hedvika pl. Wimpffen (1861-1892)
- Sestre in prijateljice: Asta-Božidara-Marija
- Cerkev sv. Ladislava, Beltinci
- Pročelje beltinške cerkve
- Zičijev in Wimpfenov grb na cerkvenem pročelju
- Grofovska grba v Marijini kapeli
- Barvno spominsko okno Hedvike Zičijeve
- Marijina kapela
- Ohranjene truge družine Zičijeve
- Sveta Marija in spominske plošče Zičijevih
- Spominska plošča očeta Avgusta
- Spominska plošča matere Hedvike
- Spominska plošča hčerke Marije.